# Platocoelotes strombuliformis
Platocoelotes strombuliformis là một loài nhện trong họ Amaurobiidae.
Loài này thuộc chi Platocoelotes. Platocoelotes strombuliformis được S. Q. Liu & S. Q. Li miêu tả năm 2008.